# فاروق دوستوف
فاروق دوستوف مواليد 22 مايو 1986 في طشقند، الجمهورية الأوزبكية السوفيتية الاشتراكية، هو لاعب كرة مضرب أوزبكستاني بدأ مسيرته كمحترف سنة 2004 يلعب باليد اليمنى ويحتل حالياً المرتبة رقم. 163 (1 فبراير 2016) في تصنيف رابطة محترفي كرة المضرب. أعلى تصنيف له في الفردي كان المركز الـ 98 في سنة 2015. أعلى تصنيف له في الزوجي كان المركز الـ 176 في سنة 2014.

## الميداليات
| الميدالية | المسابقة                   |
| --------- | -------------------------- |
| برونزية   | دورة الألعاب الآسيوية 2014 |

## روابط خارجية
- فاروق دوستوف على موقع رابطة محترفي التنس (الإنجليزية)
- فاروق دوستوف على موقع الاتحاد الدولي لكرة المضرب (الإنجليزية)
- فاروق دوستوف على موقع كأس ديفيز (الإنجليزية)
- فاروق دوستوف على موقع خلاصة التنس.كوم (الإنجليزية)
- فاروق دوستوف على موقع إي إس بي إن.كوم (الإنجليزية)